# 広島市立東浄小学校
広島市立東浄小学校（ひろしましりつとうじょうしょうがっこう）は広島県広島市東区中山新町2丁目に位置する公立小学校。

## 概要
広島市東区の高台の住宅地にある。
2021年度の全校児童数は371人。教員数は22人。以下は学年別の児童数内訳である。
|      | 1年 | 2年 | 3年 | 4年 | 5年 | 6年 | 特別支援学級 |
| ---- | --- | --- | --- | --- | --- | --- | ------------ |
| 人数 | 59  | 56  | 55  | 67  | 71  | 63  | 15（内数）   |

## 沿革
1962年（昭和37年）頃から始まった団地開発により、東区戸坂地区の人口が急増したことに伴い、戸坂小学校の児童数は激増した。そのため、戸坂小学校は1974年（昭和49年）に戸坂新町小学校（現・戸坂城山小学校）を分離することとなった。しかし、戸坂新町小学校も児童数が多くなってしまったため、戸坂新町小学校からさらに分離する形で1979年（昭和54年）に開校した。当時、児童は858人で学級は22クラスだった。

### 年表
特記のない場合、ホームページの「学校の歴史」および1989年刊行の『広島市立学校沿革史』の66・67頁を参考にしている。
- 1979年（昭和54年）
  - 4月1日 - 戸坂新町小学校より分離して開校。
  - 4月7日 - 開校式及び入学式・始業式を挙行。
  - 4月21日 - 給食室竣工検査が行われる。
  - 4月23日 - 給食開始。
  - 4月24日 - 校舎竣工検査が行われる。
  - 5月22日 - 屋内運動場竣工検査が行われる。
  - 5月30日 - PTA設立総会が開催される。
  - 6月27日 - PTA総会が行われる。
  - 7月10日 - 香川龍介のデザインにより校章が制定される[5]。
  - 8月8日 - プール竣工検査が行われる。
  - 8月11日 - プール開き。
  - 9月17日 - 運動場整地完了。
  - 10月23日 - 夜間照明施設竣工検査が行われる。
  - 11月6日 - 学校緑化植樹が完了する。
- 1980年（昭和55年）
  - 1月31日 - ブランコや滑り台、はんとう棒、雲梯といった遊具が設置される。
  - 2月 - 飼育舎が完成。
  - 4月25日 - 航空写真を撮影。
  - 11月11日 - 水生植物栽培池竣工検査が行われる。
- 1981年（昭和56年）
  - 3月3日 - 校歌を制定。
  - 7月 - アスレチックが完成。
- 1982年（昭和57年）
  - 4月 - 「NHK学校放送研究校」を委嘱される。
  - 11月4日 - 北校舎通路舗装工事が完了。
- 1983年（昭和58年）
  - 4月4日 - 水飲み場、足洗場工事が完了
  - 12月24日 - 開校5周年記念式典が挙行される。
- 1984年（昭和59年）4月10日 - ベルマークで肋木を設置。
- 1986年（昭和61年）
  - 3月 - 造形砂場が完成。
  - 4月 - 広島市教育委員会より『学習指導教育研究推進校』の指定を受ける。同月、裏門を新設。
- 1987年（昭和62年）
  - 3月 - 「よい歯のつどい」優良校として表彰を受ける。
  - 11月 - 開校10周年記念式・祝賀会を開催。
- 1989年（平成元年）6月 - 「よい歯のつどい」優良校として表彰を受ける
- 1991年（平成3年）3月 - グランド整備工事。
- 1992年（平成4年）9月 - 学校週5日制開始（第2土曜日が休業となる）
- 1994年（平成6年）
  - 7月 - 事務室にファクシミリ設置
  - 8月 - 体育館床全面張り替え工事
- 1996年（平成8年）
  - 2月 - 補助プールを新設。
  - 4月 - 障害児学級を新設。
- 1997年（平成9年）
  - 4月 - 広島市教育委員会より『障害児教育研究推進校』の指定を受ける。
  - 7月 - 機械警備開始。
- 1998年（平成10年）
  - 3月 - 広島市学校教育実践研究で奨励賞を受ける。
  - 8月 - コンピュータ教室を新設。
  - 11月 - 創立20周年記念式・祝賀式を開催。
- 1999年（平成11年）4月 - 日本語教室を新設。同月、『先進的教育ネットワークモデル地域事業推進校』の指定を受ける。
- 2001年（平成13年）11月 - 中山台と清風台が学区に加わる[1]。
- 2003年（平成15年）4月 - 福祉教育推進指定校を受ける。
- 2004年（平成16年）2月 - 南校舎・北校舎東側渡り廊下を新設。
- 2007年（平成19年）
  - 3月 - プールサイド工事を終了。
  - 11月 - 全校群読発表会が行われる。
- 2008年（平成20年）
  - 5月 - 創立30周年記念航空写真撮影が行われる。同月、創立30周年記念運動会を開催。
  - 11月 - 創立30周年記念式が行われる。
- 2009年（平成21年）9月 - 体育館障害者用トイレを新設。
- 2010年（平成22年）8月 - 南校舎3・4階教室床張り替え。
- 2011年（平成23年）8月 - 南校舎1・2階教室床張り替え。
- 2013年（平成25年）8月 - 給食室の床面改修。
- 2020年（令和2年）7月 - 「よい歯の学校表彰」優良校として表彰を受ける。

## 通学地域
戸坂新町一丁目～戸坂新町三丁目、中山新町一丁目～中山新町三丁目、中山北町（1番1号～20号）、中山上二丁目（2番49号～52号、8番～45番）。

## 進学先中学校
- 広島市立戸坂中学校

## 校歌・校章
校歌は作曲が浜本正孝で、作詞が永井俊伸。1981年（昭和56年）に制定された。
校章は香川龍介がデザインし、開校した1979年（昭和54年）に制定された。周りを山に囲まれ、近くに太田川のある自然環境に恵まれた学区を表す「山」、「水」と古くから高い文化を持つ学区の姿「鏡（古墳）」を組み合わせたデザインとなっている。

## 交通アクセス
- 広電バス12号線［東浄小-仁保沖町] の「東浄小学校前」バス停より徒歩1分。距離約70ｍ[8]。
- JR西日本 芸備線戸坂駅より徒歩35分。距離は約2.6km。また、同路線の矢賀駅より徒歩36分。距離は約2.9㎞[8]。